# Zénith Sud
Le Zénith Sud est une salle de spectacle de Montpellier située dans le domaine de Grammont.

## Construction
L'atelier d'architecture Chaix & Morel et associés ont construit ce Zénith, deux ans après la réalisation, par eux-mêmes, du Zénith de Paris. Il fut inauguré en 1986. 
Première salle de spectacle de type Zénith construite en province, elle peut accueillir 6 300 spectateurs sur 5 000 m2.

## Rénovation
En 2000, lors d'une rénovation, sa toile gris métal a été remplacée par une toile jaune.
En 2001, l'architecte Claude Marre rénove le Zénith de manière à mettre en valeur la culture méditerranéenne.
Il attire environ 220 000 spectateurs par an.

## Utilisation dans les médias visuels
Dans 2018, le Zénith Sud a accueilli la saison 5 de l'émission de musique classique Prodiges[source insuffisante].